# Пифий
Пи́фий (др.-греч. Πύθιος, у Плутарха — др.-греч. Πύθης, лат. Pythius) — согласно античным авторам, лидиец V века до н. э., сын Атиса из Келен, один из богатейших людей своего времени.

## Свидетельства источников
Самым ранним источником, упоминающим Пифия, является Геродот; также о нём пишут авторы римского времени: Плиний Старший, Плутарх и Полиэн. Полиэна в данном случае нельзя назвать независимым источником: его информация, по-видимому, целиком заимствована у Плутарха или же оба автора пользовались общим первоисточником. Что касается Плиния и Плутарха, они воспроизводят рассказ Геродота, но дополняют его неизвестной Геродоту информацией, почерпнутой в другом месте. Эти рассказы имеют ещё больше фольклорных признаков, чем повествование Геродота, и показывают, что Пифий был хорошо известен в устной традиции, где он превратился в персонажа легенды или народной сказки.
Согласно Геродоту, Пифий устроил в Келенах персидскому царю Ксерксу I и всему его войску, шедшему походом на Грецию, роскошный приём. При этом численность сухопутных сил персов Геродот оценивает в 1 700 000 пехоты и 100 000 конницы, не считая некомбатантов (современные историки считают эту оценку многократно завышенной). Пифий объявил, что готов предоставить царю для ведения войны всё своё состояние, которое по его подсчётам составляет 2000 талантов серебра и 3 993 000 золотых дариков. Приближённые царя рассказали, что Пифий когда-то подарил Дарию I, отцу Ксеркса, платан и виноградную лозу из чистого золота и что они считают Пифия самым богатым человеком после повелителя персов. В ответ на предложение Пифия Ксеркс великодушно даровал лидийцу почётный титул гостеприимца царя и 7000 дариков, недостающих до полных 4 миллионов. Однако когда через некоторое время Пифий попросил царя оставить ему старшего из пяти его сыновей, призванных для участия в походе на греков, Ксеркс страшно разгневался. Он приказал разрубить первенца Пифия пополам, положив его останки по обе стороны дороги, по которой проходило персидское войско.
Плутарх добавляет к рассказу Геродота, что источником богатства Пифия была найденная им золотая жила, причём, «ненасытимо пристрастившись к извлекаемому из неё богатству», он «и сам полностью предался добыче золота и сограждан принуждал выкапывать и промывать золото, оставив всякое иное занятие». Все были до крайности измучены непосильным трудом и, наконец, женщины обратились с мольбой к жене Пифия. Тогда она втайне от мужа заказала у золотых дел мастеров золотые хлеба, плоды и любимые кушанья Пифия. Когда Пифий вернулся и попросил обедать, она поставила перед ним золотой стол, уставленный всевозможными блюдами, но не съедобными, а золотыми. Пифий сначала похвалил искусно сделанные копии, но затем попросил чего-нибудь съестного, жена же подносила ему одно за другим только золотые кушанья. Пифий пришёл в раздражение и закричал, что он голоден. Тогда жена напомнила ему, что по его собственному приказу жители забросили земледелие и ремесло, занимаясь только поисками «излишнего и бесполезного» золота. После этого Пифий ограничил объёмы золотодобычи, сделав её обязательной лишь для пятой части сограждан. Когда старший его сын был казнён, а четверо остальных погибли в войне с греками, Пифий испытал разочарование в жизни, не решаясь, однако, добровольно уйти из неё. Он построил себе усыпальницу на острове посреди реки и удалился туда, оставив жене управление городом и распорядившись никому его не посещать, а только посылать ежедневно на лодке обед до тех пор, пока он не окажется нетронутым, что будет означать, что Пифий умер.
Плиний Старший исчисляет количество угощённых Пифием (которого он единственный называет не лидийцем, а вифинцем) персидских воинов в 788 000 человек. Просьбу же оставить ему хотя бы одного сына Пифий по Плинию подкрепил обещанием содержать и обеспечивать зерном всё царское войско в течение пяти месяцев.

## Гипотезы
Ещё в середине XIX века было высказано предположение о том, что Пифий был внуком последнего лидийского царя Крёза. Главный аргумент в пользу этой гипотезы — одинаковое имя отца Пифия и одного из сыновей Крёза: оба именовались Атисами. Однако ни Геродот, обычно любящий приводить генеалогию своих героев, ни другие авторы не упоминают об этом предполагаемом родстве. Кроме того, рассказ Геродота о смерти Атиса подразумевает, что тот погиб вскоре после своей свадьбы и не имел детей. Можно было бы предположить, что Пифий был его посмертным сыном, но и этого обстоятельства Геродот не упоминает. Таким образом, Пифий был очень богатым и влиятельным лидийцем, но нет оснований считать его членом лидийского царского рода.
Каков был характер связи Пифия с Келенами, также не вполне ясно. Многие исследователи считали, что он жил в Келенах. Однако такое заключение нельзя вывести из текста Геродота. Слово ὑποκατήμενος не означает, что он жил в Келенах постоянно, и скорее указывает на временное пребывание. Более того, как свидетельствует Геродот, Пифий сопровождал царя до Сард, и именно там был казнён его сын в момент выступления персидского войска из этого города. В других текстах, упоминающих Пифия, он никак не связан с Келенами. Причина описания Пифия как вифинца у Плиния — скорее всего существование в Вифинии города Пифополя: речь идет, по-видимому, об этимологическом сближении самого Плиния или его источника. Что касается Плутарха, который пользовался независимыми от Геродота свидетельствами, он говорит о Пифии как о правителе некой области или города, но этот город не Келены. Его название не упомянуто, но протекающая там река именуется Πυθοπολίτης. Таким образом, можно заключить, что негеродотовская традиция о Пифии не сохранила сведений ни о его связях с Келенами, ни даже о том, что он был лидийцем. Это ещё один аргумент против гипотезы о том, что он был внуком Крёза. Таким образом, Пифия нельзя безоговорочно считать обитателем или правителем Келен, ведь его связи с Сардами были не менее существенными. Очень вероятно, что в Келенах находилась одна из его резиденций. Во всяком случае, тот факт, что он встретил персидского царя в Келенах, означает, что у него были там владения и ресурсы, достаточные для того, чтобы достойно принять царя и его свиту, если не всю армию. Обычай встречать путешествующего монарха на границах своих владений и сопровождать его по своей территории был в древности широко распространён, и можно предполагать, что он существовал и в державе Ахеменидов.

## В художественной литературе
Пифий является второстепенным персонажем исторических романов:
- Л. Купейрус. «Надменный» (1919).
- Ф. Ванденберг. «Дочь Афродиты» (2003).
- В. П. Поротников. «Спартанский лев» (2006).

### Первичные источники
- Геродот. История, VII, 27—29 и 38—40.
- Плутарх. Моралии, 262—263.
- Плиний Старший. Естественная история, XXXIII, 47.
- Полиэн. Военные хитрости, VIII, 42.

### Вторичные источники
- Пифий // Реальный словарь классических древностей / авт.-сост. Ф. Любкер ; Под редакцией членов Общества классической филологии и педагогики Ф. Гельбке, Л. Георгиевского, Ф. Зелинского, В. Канского, М. Куторги и П. Никитина. — СПб., 1885.
- Пифий (англ.). — в Smith's Dictionary of Greek and Roman Biography and Mythology.
- Иванчик А. И., Адиего И. Новая лидийская надпись из Келен и проблема лидийского присутствия во Фригии в эпоху Ахеменидов // Вестник древней истории : журнал. — 2015. — № 1. — С. 14—27. — ISSN 0321-0391.
- Lewis, Sian. Who is Pythius the Lydian? (англ.) // Histos. — 1998. — Iss. 2. — P. 185—191. — ISSN 2046-5963.